# Sita Ram Goel
Pour les articles homonymes, voir RAM.
Ne doit pas être confondu avec Sita Ram.
Sita Ram Goel (सीता राम गोयल) (16 octobre 1921 - 3 décembre 2003) était un écrivain et éditeur indien.
Il est né en 1921 en Haryana et il a étudié l'histoire à l'université de Delhi. En tant qu'étudiant, il était engagé sur le terrain social, et a travaillé pour un ashram de Harijan dans son village. 

## Biographie
Il est l'auteur de beaucoup de livres. Sita Ram Goel a aussi traduit quelques livres en hindi (par exemple des œuvres de Platon et de George Orwell). En 1983, en  compagnie de l'intellectuel hindou Ram Swarup,  il crée les éditions Voice of India, dans le but de défendre la  culture hindoue.
Selon Gerard Heuze, "les membres du groupe de la Voice of India eux-mêmes ne s'inspirent que de textes démocratiques quand ils invoquent la pensée européenne contemporaine pour justifier leur croisade anti-musulmane, et ils laissent délibérément de côté tout ce qui a l'air d'extrême droite.... C'est l'apparition d'intellectuels cosmopolites parfois extrêmenent sophistiques, comme Girilal Jain, ex-rédacteur en chef du Times of India, Swapan Dasgupta, qui travaille dans le même journal ou Arun Shourie ex-rédacteur en chef de l'Indian Express qui marque la scène. Certains sont des transfugées des partis socialistes ou du Congrès (notamment Jay Dubashi). On trouve aussi des déçus amers du communisme. Beaucoup sont des hommes neufs , qui ont voyagé, notamment regroupé autour de la maison d'éditions Voice of India de Sita Ram Goel, ce nouvel avatar du nationalisme hindou perd, d'une autre manière, tout côté traditionnel. Il se nourrit aux derniers thèmes de la pensée identitaire, culture-centrée et nationaliste européenne, russe y compris, en reprenant tout ce qui est possible aux polémistes laïques et démocrates..." 

## Œuvres
- Hindu Society under Siege (1981, revised 1992)  (ISBN 8185990670)
- The Story of Islamic Imperialism in India (1982; second revised edition 1994)  (ISBN 8185990239)
- How I Became a Hindu (1982, enlarged 1993)  (ISBN 8185990050) [5]
- Defence of Hindu Society (1983, revised 1987)  (ISBN 8185990247)
- The Emerging National Vision (1983)
- History of Heroic Hindu Resistance to Early Muslim Invaders (1984; 2001)  (ISBN 8185990182)
- Perversion of India's Political Parlance (1984)  (ISBN 8185990255)
- Saikyularizm, Râshtradroha kâ Dûsrâ Nâm (Hindi : Secularism, another name for treason, 1985)
- Papacy, Its Doctrine and History (1986)
- The Calcutta Quran Petition by Chandmal Chopra and Sita Ram Goel (1986, enlarged 1987 and again 1999)  (ISBN 8185990581)
- Muslim Separatism - Causes and Consequences (1987)  (ISBN 8185990263)
- Catholic Ashrams, Adapting and Adopting Hindu Dharma, edited by S.R. Goel (1988, enlarged 1994 with new subtitle: Sannyasins or Swindlers?)  (ISBN 8185990158)
- History of Hindu-Christian Encounters (1989, enlarged 1996)  (ISBN 8185990352)
- Hindu Temples - What Happened to Them (1990 vol.1  (ISBN 8185990492); 1991 vol.2  (ISBN 8185990034), enlarged 1993)
- Genesis and Growth of Nehruism (1993)
- Jesus Christ: An Artifice for Aggression (1994)
- Time for Stock-Taking (1997), (critical of the RSS and BJP)
- Preface to the reprint of Mathilda Joslyn Gage: Woman, Church and State (1997, ca. 1880), (feminist critique of Christianity)
- Vindicated by Time: The Niyogi Committee Report (edited by S.R. Goel, 1998), a reprint of the official report on the missionaries' methods of subversion and conversion (1955)
- Freedom of expression - Secular Theocracy Versus Liberal Democracy (1998, edited by Sita Ram Goel)  (ISBN 8185990557)